# Abbaye du Pin
L'abbaye du Pin est située auprès de la rivière Boivre, sur la commune de Béruges, dans le département français de la Vienne.
Après avoir connu une grande prospérité au Moyen Âge, elle déclina jusqu'à la Révolution.

## Histoire

### Moyen Âge
L'abbaye est fondée vers 1120 par Géraud de Salles. Sa construction s'achève en 1141.
D'abord placée sous la règle bénédictine, elle changea d'ordre en 1163. Ce changement lui fut imposé par une décision datée du 5 juillet de l'évêque de Poitiers Jean aux Belles Mains, qui la fit passer à l'ordre de Cîteaux, dont la règle était plus stricte.
Sa prospérité vint d'un de ses abbés, Pierre Million (ou Millon), ancien aumônier de Richard Cœur de Lion, qui fut présent à ses côtés lors de sa mort à Châlus. L’abbaye reçut des biens en Angleterre (26 août 1189), ce qui permit de financer des travaux importants dans les années 1180, puis reçut le privilège du minage en 1198. Ce privilège autorisait l'abbaye à prélever une taxe sur toutes les transactions de blé dans le comté de Poitiers. De plus, elle avait le monopole de la fabrication des boisseaux (unité de mesure des grains, comprise entre 25 et 36 litres). Enfin, elle obtint le monopole de l'importation de grain dans la ville de Poitiers.
À partir de cette date, l'abbaye prospéra, et acheta progressivement la quasi-totalité de l’actuelle commune de Béruges. Au XIIIe siècle, le seigneur de Montreuil-Bonnin lui donne des terres et rend obligatoire aux habitants de Béruges d'aller faire moudre leur blé au moulin de l'abbaye. L'abbaye possédait aussi forges, moulins à tanner, mine de fer au village de Ferrières (commune de Béruges).
Cependant, le droit de minage fut contesté, d'abord par l'ordre du Temple, puis par Philippe le Bel, qui obligea l'abbaye à partager les fruits de cette taxe avec le royaume de France.

### DuXVIesiècleà nos jours

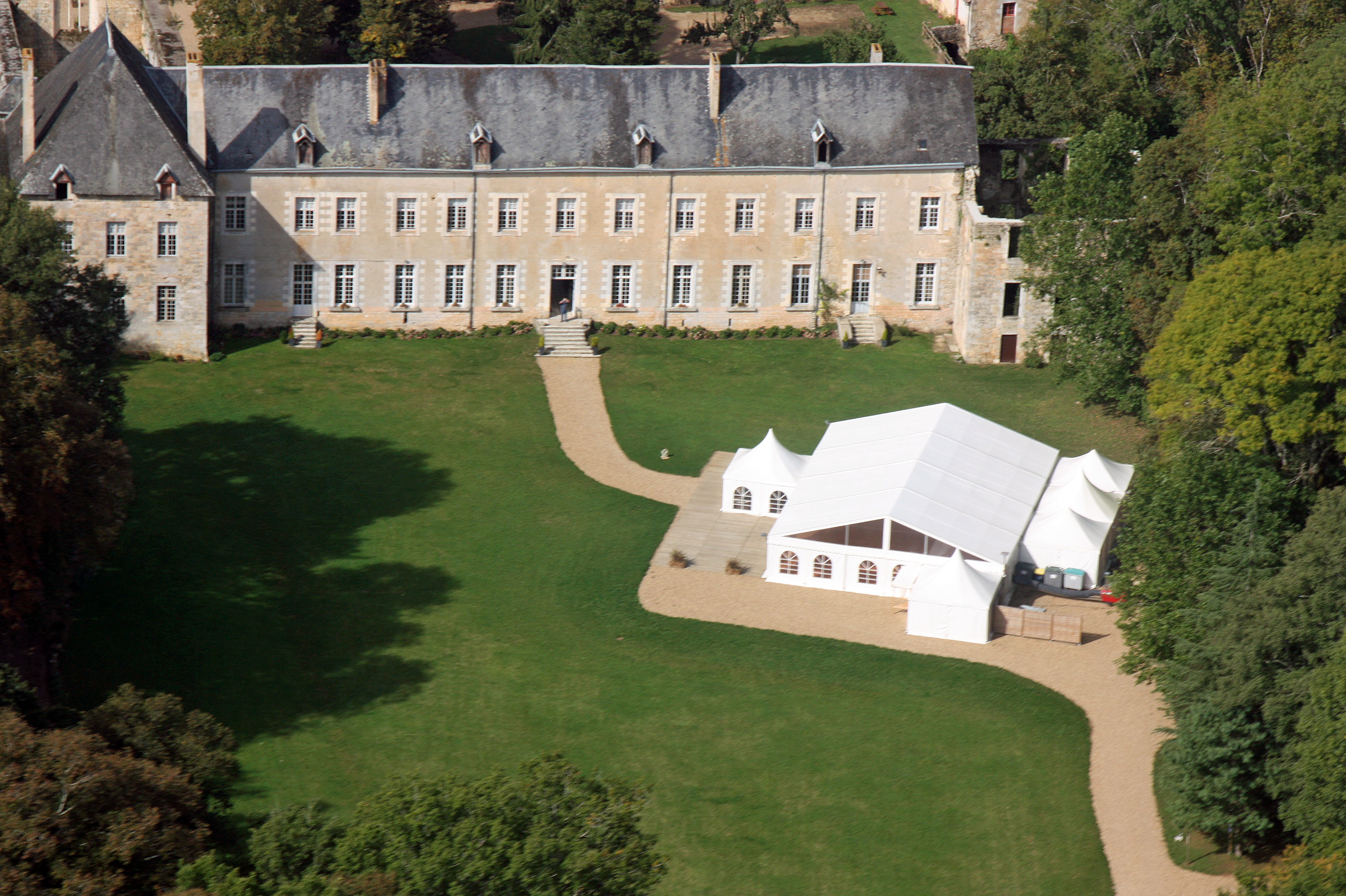
Vue aérienne de la façade est.

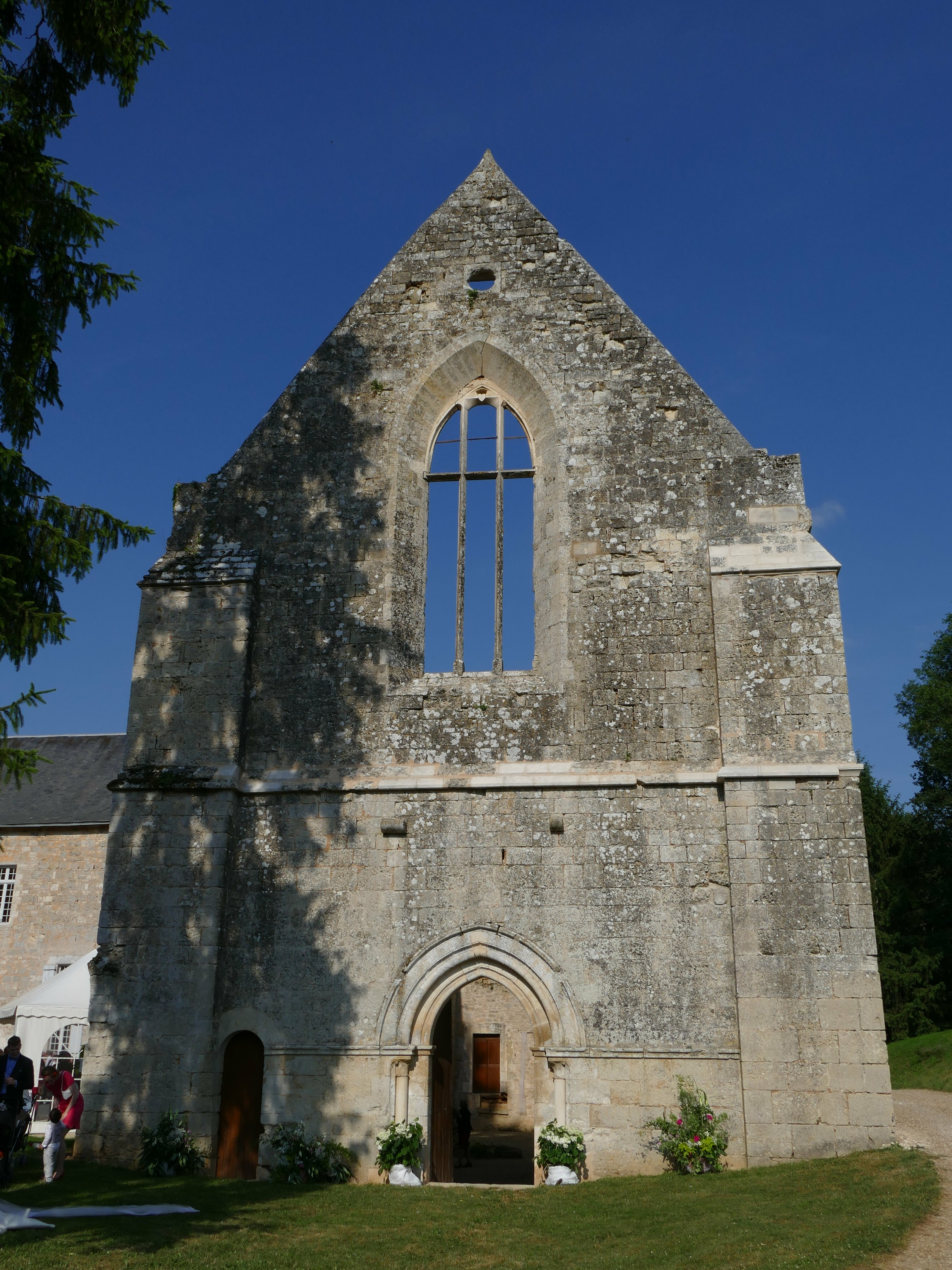
La façade de l'église abbatiale.

Au XVIe siècle, l’usage fait du monopole d'importation des grains sur la place de Poitiers provoqua plusieurs émeutes. Il s'avéra qu'en fait, les moines achetaient le blé avec un boisseau d'une taille significativement supérieure à celle du boisseau qui servait à mesurer le blé qu'ils vendaient. L'abbaye faisait ainsi un bénéfice beaucoup plus important.
Jean de Médicis fut abbé commendataire du Pin, avant d'être élu pape sous le nom de Pie IV en 1559.

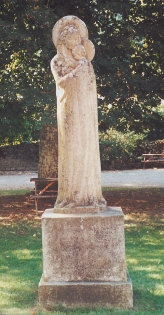
Statue de la Vierge à l'Enfant située dans la cour.

Au moment du siège de Poitiers, en 1569, par les troupes protestantes de l'amiral de Coligny, l'abbaye fut entièrement saccagée, pillée et incendiée. Ruinée, l'abbaye ne put faire de travaux de restauration, et la voûte du chœur s'effondra vers 1600. On supprima le transept à cette époque également.
Après la restauration des bâtiments en 1646, l'abbé Pierre Gautier eut à faire face à une révolte des moines en 1649, rebelles à sa volonté de restaurer également la discipline de la règle. Refusant de renoncer à leur vie de bonne chère, ils se barricadèrent dans les murs de l'abbaye et lui refusèrent l'entrée un certain temps.
L'abbaye fut vendue comme bien national en 1792 et le mobilier, dispersé ou détruit. Les stalles furent rachetées en 1825 par le curé de l'église Saint-Honoré de Thénezay. Les bâtiments furent achetés en 1938 par une paroisse d'Asnières-sur-Seine afin d'accueillir une colonie de vacances, la Colonie du Pin. C'est de cette époque que date la statue de la Vierge à l'Enfant dans le cloître. Enfin, en 1945, faute d'entretien, le toit de l'église s'effondra partiellement, avant d’être abattu totalement en 1952.
Dans les années 1990, l’abbaye est devenue un centre d'hébergement pour les groupes scolaires, classes vertes, retraites. L’été, c'était un centre de vacances, d'activités et de pèlerinage pour les Scouts de France de la paroisse Sainte-Geneviève d’Asnières-sur-Seine.
En 1993, le bâtiment des moines est inscrit comme Monument Historique pour ses communs, son portail d'entrée, le vieux pont sur la Boivre, la fontaine saint-Marc.
Elle a accueilli de 2006 à 2010 les activités de l'ARAM pour un Festival de musique chaque été. Les bâtiments de l’abbaye se visitent lors des journées du patrimoine.
Depuis le 25 mars 2011, l'abbaye est devenue une propriété privée. Elle est utilisée comme lieu de réception à louer pour y organiser des congrès, séminaires, repas de famille, mariages...

## Architecture
L'architecture de l'église est typique des églises cisterciennes, à la fois dans ses proportions, ses dimensions, vastes mais pas immenses, et sa décoration, limitée au minimum.
Après avoir été pillée et saccagée en 1569, l'abbaye fut restaurée en 1646. C'est de cette époque que datent les bâtiments.
Sous le chœur, se trouve une chapelle souterraine. Le linteau d'entrée est fait d'un remploi d'une dalle funéraire, sur laquelle est gravée l'effigie d'un moine.
L'église a été classée comme Monument Historique en 1995.